# JLT Condor
L'equip JLT Condor (codi UCI: JLT), conegut anteriorment com a Recycling.co.uk o Rapha Condor, és un equip ciclista britànic de categoria continental. Creat el 2004, competeix principalment als circuits continentals de ciclisme.

## Principals victòries
- FBD Insurance Rás: Chris Newton (2005), Kristian House (2006), Simon Richardson (2009)
- Tour de Tasmània: Kristian House (2006)
- Volta a Sud-àfrica: Kristian House (2011)
- Rutland-Melton International CiCLE Classic: Zakkari Dempster (2011), Thomas Moses (2014), Conor Dunne (2016)
- Tour de Corea: Michael Cuming (2013), Hugh Carthy (2014)
- Tour de Loir i Cher: Graham Briggs (2014)
- Beaumont Trophy: Kristian House (2014)
- An Post Rás: James Gullen (2017)
- Velothon Wales: Ian Bibby (2017)

### Grans Voltes
- Tour de França
  - 0 participacions

- Giro d'Itàlia
  - 0 participacions

- Volta a Espanya
  - 0 participacions

## Composició de l'equip
| \| Llista de l'equip 2017 \| Llista de l'equip 2017 \| Llista de l'equip 2017 \| Llista de l'equip 2017 \| \| Ciclista \| Data de naixement \| Equip previ \| \| \| -------------------------------------------------------- \| ---------------------- \| ---------------------------------- \| ---------------------- \| \| Ian Bibby \| 20 de desembre de 1986 \| NFTO (2016) \| \| \| Edmund Bradbury \| 10 de setembre de 1992 \| NFTO (2016) \| \| \| Graham Briggs \| 14 de juliol de 1983 \| \| \| \| Edward Clancy \| 12 de març de 1985 \| Motorpoint-Marshalls Pasta (2010) \| \| \| Russell Downing \| 23 de agost de 1978 \| Cult Energy (2015) \| \| \| Alex Frame \| 18 de juny de 1993 \| Giant-Shimano Development (2014) \| \| \| Matthew Gibson \| 2 de setembre de 1996 \| \| \| \| James Gullen \| 15 de octubre de 1989 \| Pedal Heaven (2016) \| \| \| Brenton Jones \| 12 de desembre de 1991 \| Drapac Professional Cycling (2016) \| \| \| Steven Lampier \| 2 de març de 1984 \| Team Raleigh GAC (2015) \| \| \| Edward Laverack \| 27 de juliol de 1994 \| \| \| \| Robert-Jon McCarthy \| 30 de març de 1994 \| SEG Racing (2015) \| \| \| Thomas Moses \| 3 de maig de 1992 \| \| \| \| Jonathan Mould \| 4 de abril de 1991 \| ONE Pro Cycling (2015) \| \| \| Alistair Slater \| 11 de febrer de 1993 \| An Post-ChainReaction (2015) \| \| \| \| \| \| \| \| Fonts: ProCyclingStats Cycling Quotient Cycling Archives \| \| \| \| |                        |                                    |  |
| Llista de l'equip 2017 |                        |                                    |  |
| Ciclista | Data de naixement      | Equip previ                        |  |
| Ian Bibby | 20 de desembre de 1986 | NFTO (2016)                        |  |
| Edmund Bradbury | 10 de setembre de 1992 | NFTO (2016)                        |  |
| Graham Briggs | 14 de juliol de 1983   |                                    |  |
| Edward Clancy | 12 de març de 1985     | Motorpoint-Marshalls Pasta (2010)  |  |
| Russell Downing | 23 de agost de 1978    | Cult Energy (2015)                 |  |
| Alex Frame | 18 de juny de 1993     | Giant-Shimano Development (2014)   |  |
| Matthew Gibson | 2 de setembre de 1996  |                                    |  |
| James Gullen | 15 de octubre de 1989  | Pedal Heaven (2016)                |  |
| Brenton Jones | 12 de desembre de 1991 | Drapac Professional Cycling (2016) |  |
| Steven Lampier | 2 de març de 1984      | Team Raleigh GAC (2015)            |  |
| Edward Laverack | 27 de juliol de 1994   |                                    |  |
| Robert-Jon McCarthy | 30 de març de 1994     | SEG Racing (2015)                  |  |
| Thomas Moses | 3 de maig de 1992      |                                    |  |
| Jonathan Mould | 4 de abril de 1991     | ONE Pro Cycling (2015)             |  |
| Alistair Slater | 11 de febrer de 1993   | An Post-ChainReaction (2015)       |  |
| |                        |                                    |  |
| Fonts: ProCyclingStats Cycling Quotient Cycling Archives |                        |                                    |  |

## Classificacions UCI

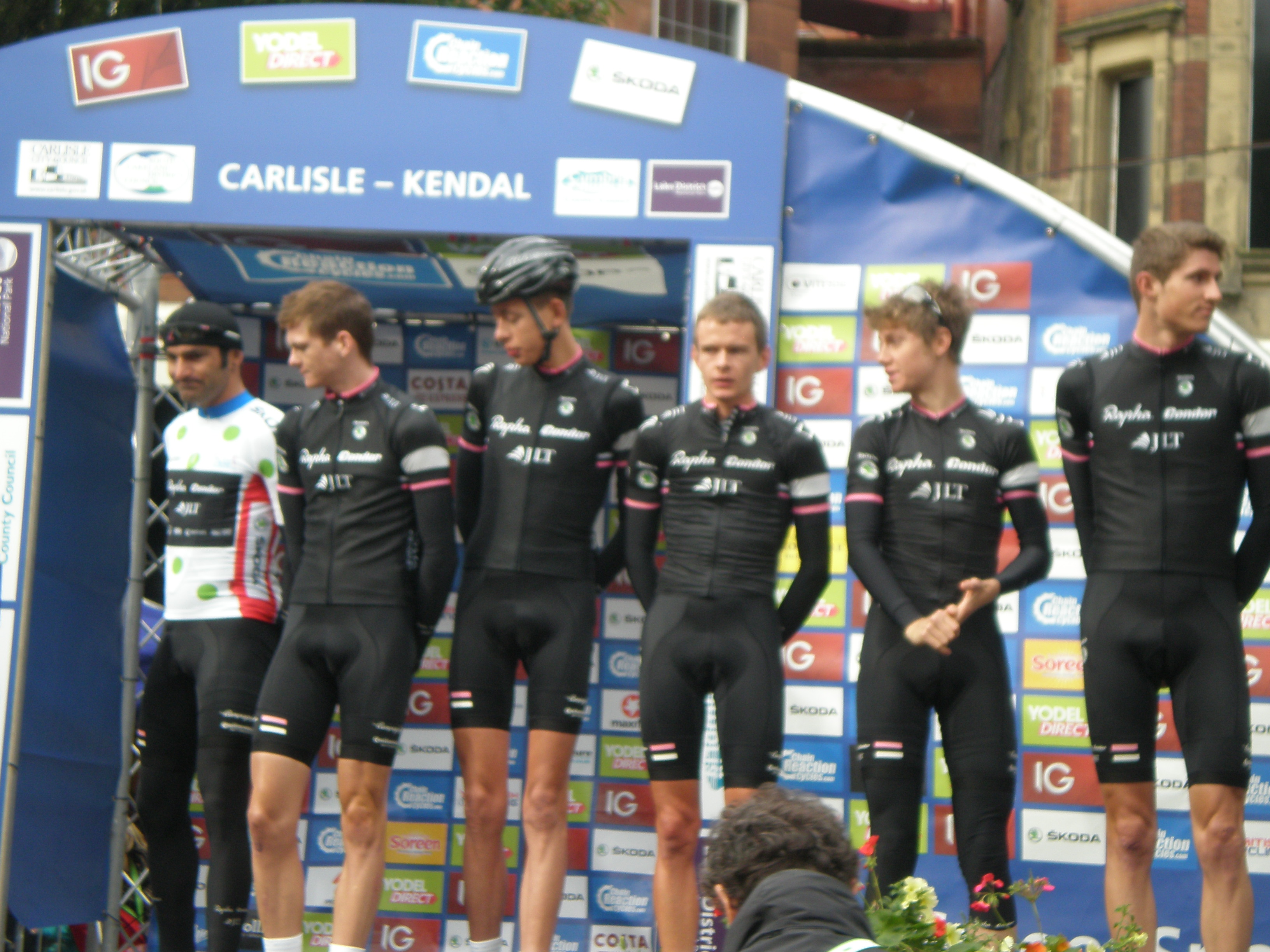
L'equip a la Volta a la Gran Bretanya de 2013

L'equip participa en les proves dels circuits continentals i principalment en les curses del calendari de l'UCI Europa Tour.
UCI Àfrica Tour
| Temporada | Classificació per equips | Millor ciclista en la classificació individual |
| --------- | ------------------------ | ---------------------------------------------- |
| 2005      | 9è                       | Russell Downing (48è)                          |
| 2009      | 3r                       | Dan Craven (1r)                                |
| 2011      | 5è                       | Dan Craven (17è)                               |
| 2013      | 20è                      | Kristian House (188è)                          |
| 2014      | 18è                      | Richard Handley (110è)                         |

UCI Amèrica Tour
| Temporada | Classificació per equips | Millor ciclista en la classificació individual |
| --------- | ------------------------ | ---------------------------------------------- |
| 2008      | 42è                      | Kristian House (387è)                          |
| 2009      | 34è                      | Darren Lapthorne (247è)                        |
| 2013      | 25è                      | Michael Cuming (159è)                          |
| 2014      | 47è                      | Richard Handley (427è)                         |

UCI Àsia Tour
| Temporada | Classificació per equips | Millor ciclista en la classificació individual |
| --------- | ------------------------ | ---------------------------------------------- |
| 2005      | 36è                      | Robert Hayles (146è)                           |
| 2006      | 30è                      | Evan Oliphant (128è)                           |
| 2010      | 33è                      | Dean Downing (128è)                            |
| 2011      | 39è                      | Edward Clancy (160è)                           |
| 2012      | 62è                      | Ben Grenda (262è)                              |
| 2013      | 43è                      | Michael Cuming (61è)                           |
| 2014      | 19è                      | Hugh Carthy (17è)                              |
| 2015      | 59è                      | Richard Handley (153è)                         |
| 2016      | 73è                      | Edward Laverack (278è)                         |
| 2017      | 38è                      | Ian Bibby (135è)                               |

UCI Europa Tour
| Temporada | Classificació per equips | Millor ciclista en la classificació individual |
| --------- | ------------------------ | ---------------------------------------------- |
| 2005      | 36è                      | Russell Downing (56è)                          |
| 2006      | 82è                      | Kristian House (253è)                          |
| 2007      | 118è                     | Chris Newton (765è)                            |
| 2008      | 82è                      | Dean Downing (242è)                            |
| 2009      | 70è                      | Simon Richardson (266è)                        |
| 2010      | 75è                      | Dan Craven (227è)                              |
| 2011      | 55è                      | Zakkari Dempster (218è)                        |
| 2012      | 102è                     | Richard Handley (596è)                         |
| 2013      | 104è                     | Kristian House (498è)                          |
| 2014      | 54è                      | Thomas Moses (228è)                            |
| 2015      | 106è                     | Harry Tanfield (632è)                          |
| 2016      | 75è                      | Christopher Lawless (567è)                     |
| 2017      | 47è                      | Ian Bibby (161è)                               |

UCI Oceania Tour
| Temporada | Classificació per equips | Millor ciclista en la classificació individual |
| --------- | ------------------------ | ---------------------------------------------- |
| 2006      | 17è                      | Evan Oliphant (24è)                            |
| 2010      | 26è                      | Dean Downing (73è)                             |
| 2014      | 5è                       | Daniel Whitehouse (17è)                        |
| 2016      | 5è                       | Steven Lampier (35è)                           |
| 2017      | 8è                       | Jonathan Mould (31è)                           |